# Josef de Souza Dias
José de Souza Dias (Río de Janeiro, Brasil, 11 de febrero de 1989), conocido como Souza, es un futbolista brasileño. Juega de mediocampista y su equipo es el C. R. Vasco da Gama del Campeonato Brasileño de Serie A.

## Trayectoria
Llegó al C. R. Vasco da Gama en 1998 a la edad de 9 años. Debutó en Serie A en el año de 2008, disputando 7 partidos esa temporada.
Ese mismo año el equipo descendió a la Serie B. Sin embargo, al año siguiente lograron volver a la máxima categoría.
A mediados de 2010, tras su performance en el Vasco da Gama, fichó por el Fútbol Club Oporto por 3,5 millones de euros. Para la temporada 2011-12 fue cedido al Grêmio de Porto Alegre hasta el 30 de junio de 2012. 

## Clubes
| Club                       | País           | Año       |
| -------------------------- | -------------- | --------- |
| C. R. Vasco da Gama        | Brasil         | 2008-2010 |
| F. C. Porto                | Portugal       | 2010-2013 |
| Grêmio F-B. P. A. (cedido) | Brasil         | 2011-2012 |
| Grêmio F-B. P. A.          | Brasil         | 2013-2014 |
| São Paulo F. C. (cedido)   | Brasil         | 2014      |
| São Paulo F. C.            | Brasil         | 2015      |
| Fenerbahçe S. K.           | Turquía        | 2015-2018 |
| Al-Ahli Saudi F. C.        | Arabia Saudita | 2018-2020 |
| Beşiktaş J. K.             | Turquía        | 2020-2023 |
| Beijing Guoan              | China          | 2023      |
| Estambul Başakşehir F. K.  | Turquía        | 2024      |
| C. R. Vasco da Gama        | Brasil         | 2024-     |

## Palmarés

### Títulos nacionales
| Título                | Club                | País     | Año  |
| --------------------- | ------------------- | -------- | ---- |
| Serie B               | C. R. Vasco da Gama | Brasil   | 2009 |
| Supercopa de Portugal | F. C. Porto         | Portugal | 2010 |
| Primeira Liga         | F. C. Porto         | Portugal | 2011 |
| Copa de Portugal      | F. C. Porto         | Portugal | 2011 |
| Supercopa de Portugal | F. C. Porto         | Portugal | 2011 |
| Superliga de Turquía  | Beşiktaş J. K.      | Turquía  | 2021 |
| Copa de Turquía       | Beşiktaş J. K.      | Turquía  | 2021 |
| Supercopa de Turquía  | Beşiktaş J. K.      | Turquía  | 2021 |

### Títulos internacionales
| Título                 | Club        | País    | Año  |
| ---------------------- | ----------- | ------- | ---- |
| Liga Europa de la UEFA | F. C. Porto | Irlanda | 2011 |